# Nanchang (101)
Pour les articles homonymes, voir Nanchang (homonymie).
Pour les autres navires du même nom, voir Nanchang (destroyer).
Le Nanchang (101) est un destroyer de type 055 de la marine chinoise en service depuis le 12 janvier 2020.

## Conception et développement
La marine chinoise était intéressée par la conception d'un destroyer lourd dès la fin des années 1960. Un programme de développement, nommé « 055 », lancé en 1976 a été annulé en 1983 après avoir rencontré des obstacles techniques insurmontables dus au sous-développement industriel ; par exemple, les centrales électriques à turbine à gaz requises ne pouvaient être ni produites sur le marché intérieur, ni importées à des prix acceptables. En avril 2014, une image a émergé d'une maquette à grande échelle de la superstructure du type 055 sur le terrain de test électronique naval chinois à Wuhan,.
Le Type 055 devrait entreprendre des missions expéditionnaires et constituer l'escorte principale des porte-avions chinois,. Les États-Unis classent ces navires comme des croiseurs. La marine américaine définit un croiseur comme un grand bâtiment de surface multi-missions doté de capacités phares ; cela suggère que ceux-ci s'attendent à ce que le Type 055 remplisse un rôle similaire à celui de la classe Ticonderoga concurrente.

## Construction et carrière
Le Nanchang, navire de tête de sa classe, est mis sur cale en décembre 2014 au chantier naval de Jiangnan à Shanghai. Le navire fit sa première apparition publique lors du défilé du 70e anniversaire de la marine de l’Armée populaire de libération le 23 avril 2019,. Lors de son lancement, le Nanchang comptait parmi les plus grands navires de guerre d'après-Seconde Guerre mondiale lancés en Asie de l'Est,,. Il est mis en service le 12 janvier 2020.
Le 5 avril 2021, le Nanchang est devenu le premier destroyer de sa classe à participer une force opérationnelle dans lequel se trouvait le porte-avions Liaoning en manœuvre entre Okinawa et l'île de Miyako.
Le 22 mai 2022, le navire mène des exercices en mer de Chine orientale dans le cadre du « Liaoning Carrier Group » ; le groupe opérationnel est aperçu près de l'île de Miyako par la force maritime d'autodéfense japonaise.